# 佐野芳雄
佐野 芳雄（さの よしお、1903年（明治36年）7月23日 - 1972年（昭和47年）9月27日）は、大正から昭和期の労働運動家、政治家。参議院議員。旧名・好男。

## 経歴
兵庫県三原郡湊村（湊町、西淡町を経て現南あわじ市）で生まれる。1918年（大正7年）兵庫高等小学校を卒業した。
三菱神戸造船所に入り、1921年（大正10年）友愛会に加入。1923年（大正12年）神戸造船労働組合・機械労働組合が結成され書記長に就任し、同年、神戸一般労働組合長となった。日本大衆党などに加わり、1938年（昭和13年）共立精機工作所（船舶修理機械工場）を経営した。
終戦後、日本労働組合総同盟（総同盟）の結成に参画し、1946年（昭和21年）総同盟兵庫県連合会会長に就任した。神戸市会議員に就任。1948年（昭和23年）兵庫県産業復興会議が結成され副議長に就任。また、労働銀行の設立に尽力し、1950年（昭和25年）労働銀行兵庫県勤労信用組合（のち兵庫労働金庫、現近畿労働金庫）が設立され組合長となる。1951年（昭和26年）全国労働金庫協会の設立に加わり、1952年（昭和27年）第2代協会理事長に就任し、労働金庫法の制定に尽力した。さらに労働者住宅協同事業に尽力し、兵庫労働者生活協同組合が設立され組合長に就任。1958年（昭和33年）日本労働者住宅協会（現日本勤労者住宅協会）が設立し、副理事長となる。
1956年（昭和31年）7月、第4回参議院議員通常選挙で兵庫県地方区から日本社会党公認で出馬して落選。1959年（昭和34年）6月、第5回通常選挙でも落選。1962年（昭和37年）7月、第6回通常選挙で初当選し、1968年（昭和43年）7月、第8回通常選挙でも再選され、参議院議員に連続2期在任した。この間、参議院社会労働委員長、労働者住宅全国協議会会長、全国金属労働組合兵庫地方本部執行委員長、社会党兵庫県本部顧問などを務めた。1972年9月、議員在任中に死去した。

## 伝記
- 馬部貴司男編『一粒の麦をもとめて : 佐野芳雄・運動と思想・時代の証言』時代の証言・刊行委員会、1986年。